# Balliales
Ordre
L'ordre des Balliales est un ordre d'algues rouges de la sous-classe des Nemaliophycidae, dans la classe des Florideophyceae. 

## Liste des familles
Selon AlgaeBase (25 juil. 2012), Catalogue of Life (25 juil. 2012) et World Register of Marine Species (25 juil. 2012) :
- famille des Balliaceae H.-G.Choi, G.T.Kraft, & G.W.Saunders

Selon NCBI (25 juil. 2012) :
- famille des Balliaceae
  - genre Ballia